# فريتز شير
فريتز شير (بالإنجليزية: Fritz Schär)‏ (و. 1926 – 1997 م) هو راكب دراجة هوائية سويسري، ولد في فاجنهاوزن، شارك في طواف فرنسا، توفي في فراونفيلد، عن عمر يناهز 71 عاماً.

## سباقات أو مراحل فاز بها
| التاريخ        | السباق                                                        | المركز                                         |
| -------------- | ------------------------------------------------------------- | ---------------------------------------------- |
| 09 مارس 1947   | 1947 Switzerland National Cyclo-cross Championships Men       | الفائز في التصنيف العام                        |
| 01 فبراير 1948 | 1948 Switzerland National Cyclo-cross Championships Men       |                                                |
| 24 أكتوبر 1948 | طواف لومبارديا 1948                                           | الثالث في التصنيف العام                        |
| 01 يناير 1949  | 1949 Switzerland National Road Cycling Championships - Men RR |                                                |
| 01 يناير 1949  | 1949 Züri-Metzgete                                            | الفائز في التصنيف العام                        |
| 27 أغسطس 1949  | 1949 Tour du Lac Léman                                        | الفائز في التصنيف العام                        |
| 01 يناير 1950  | 1950 Switzerland National Road Cycling Championships - Men RR |                                                |
| 01 يناير 1950  | 1950 Züri-Metzgete                                            | الفائز في التصنيف العام                        |
| 01 يناير 1951  | 1951 Züri-Metzgete                                            |                                                |
| 06 مايو 1951   | 1951 طواف روماندي                                             |                                                |
| 10 يونيو 1951  | 1951 Tour du Nord-Ouest de la Suisse                          |                                                |
| 04 أغسطس 1951  | فولتا أليمانيا 1951                                           |                                                |
| 01 يناير 1952  | 1952 Züri-Metzgete                                            |                                                |
| 07 يونيو 1953  | 1953 Tour du Nord-Ouest de la Suisse                          |                                                |
| 24 يونيو 1953  | طواف سويسرا 1953                                              | الأول في تصنيف الجبال، الثاني في التصنيف العام |
| 26 يوليو 1953  | سباق طواف فرنسا 1953                                          | الأول في تصنيف النقاط، السادس في التصنيف العام |
| 02 أغسطس 1953  | 1953 Switzerland National Road Cycling Championships - Men RR | الفائز في التصنيف العام                        |
| 01 يناير 1954  | 1954 Circuit de l'Aulne                                       |                                                |
| 01 يناير 1954  | 1954 Switzerland National Road Cycling Championships - Men RR |                                                |
| 20 يونيو 1954  | 1954 Tour du Nord-Ouest de la Suisse                          | الفائز في التصنيف العام                        |
| 22 أغسطس 1954  | سباق الطريق في بطولة العالم 1954                              |                                                |
| 23 يونيو 1956  | طواف سويسرا 1956                                              | الأول في تصنيف النقاط، الثاني في التصنيف العام |

## روابط خارجية
- فريتز شير على موقع أرشيف الدراجات (الإنجليزية)
- فريتز شير على موقع إحصائيات الدراجات الإحترافية (الإنجليزية)
- فريتز شير على موقع CycleBase (الإنجليزية)